# St. Paul’s Survives
St. Paul’s Survives (Sankt Pauls überlebt) ist die Bezeichnung für ein Foto, welches während der Luftschlacht um England aufgenommen wurde. Das Bild entstand am 30. Dezember 1940 und zeigt die unbeschädigte Kuppel der St Paul’s Cathedral in London eingehüllt in den Rauch der brennenden Gebäude ringsum.

## Entstehung und Verwendung
Die Nacht vom 29. auf den 30. Dezember 1940 war die 114. Nacht von The Blitz, wie die Engländer die Luftangriffe auf London nannten in Anspielung auf das Wort Blitzkrieg. Die ersten Bomben fielen gegen 18.15 Uhr GMT. An diesem Abend starben in London 160 Menschen, mehr als 500 wurden verletzt. Fast alle Gebäude in der Umgebung von St. Pauls wurden zerstört oder schwer beschädigt. Die ausgelösten Brände wurden auch bekannt als das zweite große Feuer von London im Vergleich zu dem Großen Brand von London von 1666. Es wurden in jener Nacht über London 120 Tonnen Brand- und Sprengbomben abgeworfen.
In den frühen Morgenstunden des 30. Dezember 1940 hatte sich der stärkste Rauch etwas gelegt und der für die Daily Mail arbeitende Fotograf Herbert Mason stieg auf das Dach des Redaktionsgebäudes der Zeitung in der Tudor Street im Stadtteil Blackfriars und machte von dort aus nur ein Foto – dieses Foto. Das Bild enthielt im weitesten Sinne auch militärische Informationen, z. B. über die Treffgenauigkeit der feindlichen Bomber. Daher musste das Bild zunächst der Zensurbehörde zur Freigabe vorgelegt werden. Die Freigabe erfolgte noch im Verlauf des 30. Dezember 1940, und das Bild konnte am Silvestertag 1940 erstmals in der Daily Mail erscheinen. Die Schlagzeile lautete: „War’s Greatest Picture: St Paul’s Stands Unharmed in the Midst of the Burning City“ (Das größte Bild dieses Krieges – St. Pauls steht unbeschädigt in der Mitte der brennenden Stadt).
Die Eindrücke des Fotografen wurden ebenfalls in der Zeitung geschildert: „Ich konzentrierte mich in Intervallen immer wieder auf die Richtung, in der die große Kuppel zu sehen sein müsste, aber riesige Rauchwolken behinderten die Sicht. Da frischte der Wind auf. Plötzlich waren das leuchtende Kreuz, die Kuppel und die Türme zu sehen und standen wie ein Symbol in der Hölle ringsum. Die Szene war unglaublich. In diesem Moment betätigte ich den Auslöser.“

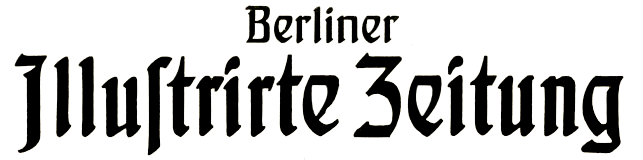
Logo der deutschen Zeitung

Am 23. Januar 1941 druckte die Berliner Illustrirte Zeitung das Bild ohne Genehmigung der Daily Mail auf ihrem Titelblatt, verbunden mit der Schlagzeile: „Die City von London brennt“. Nunmehr sollte das Bild der Beweis dafür sein, dass die Luftangriffe auf London Wirkung zeigten. Durch eine schlichte Änderung des Begleittextes wurde damit dem Bild eine ganz andere Bedeutung beigegeben als die, die der Fotograf ursprünglich im Sinn hatte.
Seit Kriegsende wird das Bild auch in Büchern verwendet, die die Luftschlacht um England zum Thema haben und schließlich wurde es zu einer Ikone für den Durchhaltewillen der englischen Bevölkerung.

## Hintergrund

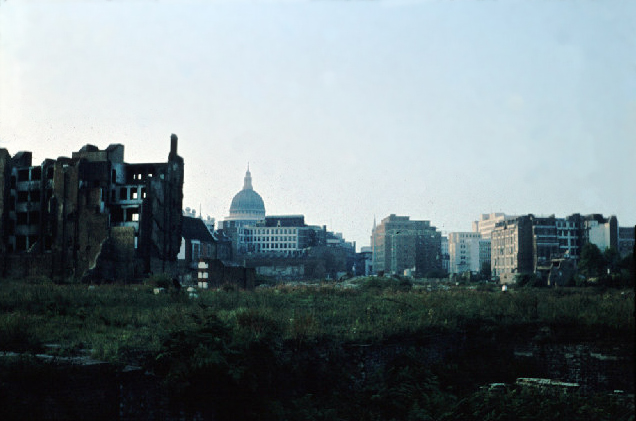
Umgebung von St. Pauls im Jahre 1959 – noch immer sind viele Trümmer vorhanden

Dass die St. Pauls Kathedrale die Luftangriffe auf London im Wesentlichen unbeschadet überstand, ist nur auf die besonderen Maßnahmen zurückzuführen, die Premierminister Winston Churchill angeordnet hatte. Die Auswirkungen einer Zerstörung der Kathedrale auf die Moral der Bevölkerung in London wären verheerend gewesen, außerdem wäre unwiederbringliches Kulturgut vernichtet worden. Daher ordnete Churchill an, dass in der Kathedrale zahlreiche Feuerwehrleute und weitere Hilfskräfte stationiert wurden. Sie übernachteten in der Krypta, wenn es nichts zu tun gab. Zu den gefährlichen Aufgaben dieser Personen gehörte es unter anderem, bei Luftalarm auf die Kuppel von St. Pauls zu steigen und dort Ausschau zu halten nach Brandbomben. Diese mussten dann sofort gelöscht oder wenigstens heruntergestoßen werden, damit sie auf dem Straßenpflaster gefahrlos abbrennen konnten. Erst wenige Wochen zuvor war die Kathedrale von Coventry bei einem deutschen Großangriff völlig zerstört worden; dort waren keine besonderen Maßnahmen zum Schutz der Kathedrale getroffen worden.
Die für St. Pauls getroffenen Vorsichtsmaßnahmen boten einen recht guten Schutz gegen Brandbomben, wären jedoch wirkungslos gewesen gegen Sprengbomben. Bereits zuvor, am 12. September 1940, ging eine Luftmine mit einem Gewicht von einer Tonne ganz in der Nähe nieder, detonierte aber nicht. Nach drei Tagen war man in der Lage, die Mine abzutransportieren und in freiem Gelände zu sprengen, wo sie einen Krater mit 100 ft (ca. 30 m) Durchmesser hinterließ. Wäre sie in der Nähe von St. Paul explodiert, wäre von der Kathedrale nichts mehr übrig geblieben.